# Библейская археология
Библейская археология (др.-греч. Ἀρχαιος — древний, λογος — наука) — раздел библеистики, изучающий по древним памятниками историческую среду, где возникла Библия и происходили события священной истории. Библейская археология призвана дать более конкретное представление о ходе этих событий, дополнить библейские данные независимыми свидетельствами памятников, уточнить хронологию фактов и датировки текстов. Результаты библейской археологии также помогают в выяснении смысла библейских книг, поскольку реконструируют исторический фон их написания.

## История

### Старая библейская археология
Старая библейская археология сложилась до того, как были найдены основные памятники Древнего Востока и античности, проливающие свет на библейскую историю. Она ограничивалась тем, что систематизировала данные самого Священного Писания и греко-римских авторов, связанные с бытом, общественным строем, календарём, обычаями и культом времен Ветхого и Нового Завета. Возведение таких знаний давала возможность читателю Библии свободнее ориентироваться в «библейском мире». Важность такого понимания реалий была отмечена ещё Антиохийской школой экзегезы, которая получала библейские сведения не только из Библии, но и от знакомства с восточными обычаями. Святитель Иоанн Златоуст неоднократно призывал своих читателей и слушателей представить себе живые исторические обстоятельства, в которых происходили те или иные события Писания, чтобы лучше понять их. Именно ради этой цели и возникла библейская археология.

### Новая библейская археология
Новая библейская археология стала складываться после того, как были открыты первые памятники Востока и античности, относящиеся к библейскому периоду и проливающие свет на упоминаемые в Библии события, и была расшифрована письменность Египта, Двуречья, Ханаана, Хеттского царства. К тому времени из после-библейских текстов были известны лишь Талмуд, Таргум, труды Иосифа Флавия и фрагменты, сохранённые античными авторами и Отцами Церкви.

## Разделы библейской археологии
Библейская археология в наше время делится на два раздела: общая и палестинская.
Общая библейская археология изучает внебиблейские памятники письменности и материальной культуры, проливающие свет на свидетельства Священного Писания. В этом случае в круг библейской археологии вводится исследование древностей не только собственно древнееврейского народа, но и тех народов, с которыми евреи приходили в историческое соприкосновение, как египтян, ассиро-вавилонян, персов и других.
Библейская археология Палестины (Израиля) ограничивается только древностями еврейского народа как отдельной исторической единицы, занимавшей определенное положение в истории, жившей своей особой культурной жизнью и находившейся в определенных отношениях к окружающим народам, так что исследование древностей других упоминаемых в Библии народов может входить в неё лишь настолько, насколько оно может служить к пояснению древностей собственно библейского народа.

### Общая ветхозаветная
В сфере общей библейской ветхозаветной археологии сделано много открытий в XIX и XX веках.
В 1920-х годах английский археолог Л. Вулли обнаружил следы древнего наводнения, которое произошло в Южном Двуречье. По его мнению, это открытие связано с ветхозаветным рассказом о Потопе. Вулли также открыл много других памятников древнего Шумера.
В XIX веке была открыта библиотека в Ниневии, где нашли поэмы о Гильгамеше (с описанием Потопа, во многом совпадающего с рассказом в Книге Бытие) и о происхождении мира «Энума Элиш». Последняя показывает, насколько своеобразным было библейское учение, несмотря на определенные элементы литературного сходства с вавилонской достопримечательностью.
В 1901—1902 французская археологическая экспедиция нашла в Сузах чёрный столб базальта, на котором клинописью были высечены законы вавилонского царя Хаммурапи (1—ая половина XVIII века до н. э.). Законы, в частности, содержат правовые нормы, объясняющие некоторые подробности повествования Книги Бытия о патриархах, и имеют параллели с законами книг Исход и Второзаконие. Законы Хаммурапи свидетельствуют о глубокой древности тех основ права, которые зафиксированы в Пятикнижии.
В 1980 году археолог Адам Зерталь на горе Эйваль нашёл жертвенник Иисуса Навина, описанный в Библии в книге Второзаконие (27:2—8) и в книге Иисуса Навина (8:30-34).